# 簡太郎
簡太郎（1947年2月15日—），台灣屏東縣新園鄉人，曾任行政院秘書長、行政院公共工程委員會主任委員、行政院政務委員、內政部政務次長、內政部常務次長、臺北市政府副市長。2002年獲第二屆國立臺北大學傑出校友。

## 經歷

### 早年
出生於臺灣高雄縣東港區新園鄉鹽埔村（今屏東縣新園鄉鹽埔村）。自小在家幫忙雙親務農、捕魚，在牛背上的童年生活也讓他立下將來定要出人頭地的志向，並於中興大學法商學院畢業當年通過高等考試。

### 公職
1971年初任公務員。1988年就任內政部戶政司司長，建置全國戶役政資訊系統，完成國家戶政電腦化，並推動戶警分立等戶政革新工作。1993年獲行政院頒發「傑出資訊應用獎」，1996年獲得民國85年度「革新楷模獎」，同年當選為行政院模範公務人員。
1999年就任內政部常務次長，921大地震時擔任救災前進指揮所指揮官，並參與2000年災害防救法立法。規劃成立內政部入出國移民署及內政部空中勤務總隊等單位。2009年參與發放「振興經濟消費券」。
2009年擔任內政部政務次長，指揮參與莫拉克風災（八八水災）救援及重建、參與平均地權條例、不動產業者管理條例、地政士法與住宅法的立（修）法工作、建立不動產實價登錄制度、完成五都直轄市改制。
2013年原內政部部長江宜樺升任為閣揆時，任命簡太郎為行政院政務副秘書長。任內擔任行政院國土保育小組召集人，負責督導各項國土保育工作進度。
2014年轉任行政院政務委員，負責督導內政業務。2015年初升任行政院秘書長，直至2016年卸任。

### 從政
1980年，他在高雄市民政局擔任科長時，就曾經參選過高雄、屏東、澎湖地區的增額立委選舉，當時和他一同競選的有前立法院長王金平、鍾榮吉。在沒有背景及政黨的提名下，獲得五萬六千多票的成績，成為該屆選舉的落選頭。其後1996年代表中國國民黨參選屏東縣的第3屆國大代表選舉，拿下選區第二高票當選。
2014年，中國國民黨以徵召的方式推派簡太郎參加2014年底地方首長選舉角逐屏東縣長，但未能勝選。

## 選舉紀錄
| 年度 | 選舉屆數                     | 選舉區           | 所屬政黨   | 得票數  | 得票率 | 當選標記 | 備註 |
| ---- | ---------------------------- | ---------------- | ---------- | ------- | ------ | -------- | ---- |
| 1980 | 第一屆立法委員第三次增額選舉 | 臺灣省第五選舉區 | 中國國民黨 | 56,492  | 9.60%  |          |      |
| 1996 | 第三屆國民大會代表選舉       | 屏東縣第二選舉區 | 中國國民黨 | 34112   | 18.08% |          |      |
| 2014 | 第十七屆屏東縣縣長選舉       | 屏東縣           | 中國國民黨 | 182,027 | 37.07% |          |      |

## 爭議
- 2012年，大埔事件自救會律師詹順貴與台灣農村陣線批評當時擔任內政部政務次長的簡太郎在擔任該部都市計畫委員會第784次會議主席時，對都委會委員公然謊稱詹律師已同意3月27日的研商結論、農民住家曾引起車禍、苗栗大埔四戶的案子已圓滿解決等錯誤資訊，誤導全體都委會委員，並在有與會委員明確反對的情況下，刻意忽略並跳過表決，強勢逕按苗栗縣政府核議內容通過拆除農民彭秀春（張藥房）、朱樹、柯成福之房屋，並不予原地保留黃福記之土地的決議，推翻前行政院長吳敦義所做原地保留的政策承諾。參與該會議的自救會成員得知狀況後，曾試圖進入審議會場要求澄清，但遭簡太郎趕出會場。[9][10][11][12][13]
- 2014年2月，負責督導文化教育業務的行政院政務委員黃光男去職，改由不熟悉教育文化的簡太郎接任，打破內閣均有至少一位出身教育文化界政務委員以協調督導相關業務之慣例，被指為「重選舉、輕文化」，因簡將代表中國國民黨參選屏東縣長而需要挪開一個位子。[14][15][16][17]
- 2014年2月，中國國民黨中常會提名政務委員簡太郎參選屏東縣長，立委陳其邁與黃偉哲等均認為簡帶職參選恐濫用行政資源綁樁、違反行政中立，簡南下超過一半時間是進行拉票行為，已違反選舉公平競爭原則，應該公布他的出缺勤紀錄，是否領政委薪水，卻一天到晚在地方上跑選舉。簡太郎則說該請假就請假，絕不濫用行政資源。[18][19]
- 2014年6月，桃園縣副縣長葉世文與遠雄集團總裁趙藤雄均因八德合宜住宅弊案中貪瀆賄賂遭收押禁見，多家媒體指葉世文擔任內政部營建署署長時（2008.8-2013.6）的一位曾現身趙藤雄招待所的中央部會政務次長級高官亦被檢調單位鎖定監聽蒐查違法事證。簡太郎因與葉世文共事時間最長（2008.8-常次；2009.9-2013.2政次），被媒體影射也被立委黃偉哲點名他與建商交情好，嫌疑很大。簡太郎則表示「我個人相信我的品德操守絕對經得起考驗 」。[19][20][21][22]
- 2014年9月，簡太郎透過行政院新聞發稿系統「代發」抨擊屏東縣長曹啟鴻的新聞稿。身為中國國民黨提名縣長候選人卻多次透過行政院新聞傳播處代發新聞稿，掛上「行政院政務委員簡太郎辦公室新聞稿」名義，內容多為他到屏東縣的選舉行程或批評屏東縣政府的言論，引發行政不中立的批評。[23][24]

## 軼事
- 1980年立委選舉，第五選舉區（高雄縣、屏東縣及澎湖縣）國民黨有簡太郎及高雄出身的鍾榮吉爭取立委。在黨內登記前，當時同為屏東人、已投入黨外的邱連輝曾鼓勵簡太郎參選，然而在登記截止後，邱連輝曾託選國代的涂順振表達願意公開支持簡氏，涂順振回來後表示簡太郎認為邱氏的好意會影響他在黨內被提名的機會，邱連輝才作罷。在國民黨提名公布後，未獲提名的鍾榮吉上門拜訪，央求邱連輝公開支持。邱連輝以簡之見解暗示鍾氏怕不怕，鍾榮吉一口表示不怕。最終邱連輝踏上鍾榮吉而非簡太郎的宣傳車。邱連輝公開支持外縣市的鍾榮吉後，引起屏東縣民指責，簡太郎也公開指責邱連輝。對此邱連輝說：「我敢指天發誓，我沒有對不起簡太郎」。在簡太郎路過麟洛拜訪邱連輝時，邱連輝曾詰問：「是你自己不敢要求我支持的，年輕人說話可要憑良心」，簡太郎無言而退。[25]:75-77

## 榮譽

### 中華民國勳章獎章
- 二等景星勳章（2016年5月9日於臺北總統府頒授[26]）

## 外部連結
- 簡太郎的Facebook專頁（页面存档备份，存于）

| 中華民國政府職務 | 中華民國政府職務                                                    | 中華民國政府職務                   |
| ---------------- | ------------------------------------------------------------------- | ---------------------------------- |
| 行政院           |                                                                     |                                    |
| 前任： 吳振吉    | 內政部入出國及移民署署長 第二任 2008年6月8日－2008年12月22日        | 繼任： 謝立功                      |
| 前任： 黃敏恭    | 行政院雲嘉南區聯合服務中心執行長 第三任 2013年2月18日－2014年2月1日 | 繼任： 詹朝立（代理） 正任：張麗善 |
| 前任： 李四川    | 行政院秘書長 第三十五任 2015年1月26日－2016年5月20日                | 繼任： 陳美伶                      |